# Carcharhinus porosus
El tiburón poroso (Carcharhinus porosus) (Ranzani 1839) es una especie de elasmobranquio carcarriniforme perteneciente a la familia Carcharhinidae, placentario y vivíparo. Es un tiburón delgado y pequeño (alcanza en promedio 130 cm de largo), tiene un hocico largo, fusiforme y puntiagudo y grandes ojos redondos. La forma del cuerpo es fusiforme, de color gris, excepto en la parte ventral, que es de color "blanco sucio". Habita aguas costeras desde México al Brasil; el norte del Brasil  (Pará y Maranhão)  se considera el centro de abundancia de esta especie Su hábitat son zonas costeras bajas (< 84m), a lo largo de la plataforma continental, con fondos lodosos, en general de poca profundidad, como manglares, estuarios, lagunas en zonas cálidas, tropicales y subtropicales. 

## Morfología
C. porosus carece de cresta interdorsal. La primera aleta dorsal se origina sobre o detrás de la punta trasera libre de la aleta pectoral.La altura de la primera aleta dorsal es aproximadamente del 8 al 9% de la longitud total. La segunda aleta dorsal se origina sobre el punto medio de la base de la aleta anal. La aleta caudal mide aproximadamente una cuarta parte de la longitud total (LT). Laleta anal profundamente dentada. Generalmente tiene de 14 a 15/14 a 15 filas de dientes anteroposteriores en cada mitad de la mandíbula, pero varía de 13 a 15/13 . Los machos llegan a alcanzar como máximo150 cm de longitud total.Los machos maduros miden en promedio de 75-78 cm de longitud total (LT). Las hembras maduras alcanzan entre <84 hasta 134 cm de LT.La longitud al nacimiento va desde 31-40 cm de LT. Se ha demostrado que Carcharhinus cerdale o Tiburón de cuero duro del Pacífico es una especie diferente a C. porosus. 

Anatomía externa de un tiburón

## Sinonimia
Carcharias porosus Ranzani, 1839. No aceptado.
Carcharias henlei Müller & Henle,1839. No aceptado.

## Distribución, hábitat y abundancia
Habita aguas costeras del Atlántico occidental, desde el norte del Golfo de México hasta el sur de Brasil (excepto las islas del Caribe); también mencionado para Uruguay,  
C. porosus es un tiburón costero fuertemente asociado a  hábitats de manglares, zonas costeras lodosas de poca profundidad (aproximadamente  de 0 a 37 m), como marismas,esteros y especialmente estuarios, donde se alimenta de pequeños peces e invertebrados. Su actividad de búsqueda de alimento se desarrolla fundamentalmente en los fondos lodosos (o cercanos al fondo) tanto en medios salobres como salinos.Son depredadores oportunistas que se alimentan de la presa más abundante. Se ha establecido que los mayores componentes de su dieta son peces óseos,camarones, cangrejos, pulpos y juveniles de tiburones y rayas.
Debido a que habita zonas costeras tanto de aguas saladas como salobres  es suceptible de ser capturado por pescadores artesanales y comerciales. Probablemente su carne se consuma en las comunidades locales. La captura de este tiburón  ha disminuido con el tiempo en todas las partes de su área de distribución entre 1970 y 2015, fundamentalmente en el sur del Golfo de México y frente a América del Sur. 
Por otra parte es presa de tiburones de mayor tamaño y de humanosLa mayor causa de mortalidad,( no relacionada con edad y vejez) es la depredación por parte de tiburones de gran tamaño y de origen antropogénico. Se captura mediante palangres o redes de enmalle, en las cercanías de los estuarios.

## Biología reproductiva
Las hembras llegan a la madurez sexual a los 70 cm y los machos a los 71 cm de largo total, alrededor de los 6 años de vida y viven alrededor de 12 años. Las hembras tienen un ciclo de gestación de 12 meses bianual. La reproducción es vivípara placentaria del saco vitelino. La fecundidad varía de 2 a 10 crías por camada, las crías tienen al nacer, entre 31-40 cm de LT.  En aguas brasileñas los nacimientos ocurren en la primavera tardía y en verano. La relación de sexos al nacer: es del 52% de machos.y la relación de sexos de la población es de 1:1.Los individuos de mayor tamaño miden aproximadamente 1m y se considera tienen 12 años de edad (tamaño máximo en promedio en costas de Brasil).
Los individuos de la especie realizan movimientos en la costa de Maranhão, que son parte de un ciclo de migraciones locales para aparearse o dar a luz tanto dentro de los estuarios como  hacia áreas protegidas y bancos poco profundos. Estas áreas se comparten con otras especies de tiburones que tienen comportamientos similares.El tiburón poroso presenta estrategia de vida K , es decir, crecimiento lento, fase juvenil extensa, madurez tardía y baja fecundidad. 
La pesca afecta fundamentalmente parte de la población de juveniles debido a que C. porosus tiene una estrategia de vida de crecimiento y desarrollo lento, pequeñas camadas y períodos de gestación largos.Basado en análisis demográficos, las disminuciones poblaciones del tiburón poroso en las costas norte del Brasil han sido causadas por intensa sobrepesca. 

## Amenaza a los humanos
C. porosus es inofensivo para los seres humanos, no hay reportes de ataques a humanos perpretrados por esta especie.

## Amenazas a la especie
C. porosus es depredado por tiburones de mayor tamaño, aunque la mayor causa de mortalidad es la pesca, ya sea intencional  o incidental.La tendencia general en toda el área de distribución de la especie ha sido de una disminución en las capturas del 50 al 79 % en tres generaciones (27 años).

### Amenazas al hábitat
Degradación o destrucción del hábitat debido a :Urbanización, tanto residencial como comercial e industrial, turismo,  aumento del tránsito de vehículos acuáticos, de barcos y otros. Ingeniería y modificaciones de sistemas naturales (Ej. puentes). Acuacultura, agricultura y cría de animales, producción de energía, minería, especies invasoras, el uso de las hidrovías para transporte y contaminación de índole diversa (biocidas, aguas servidas, vertidos de industrias, metales pesados, floraciones algales, etc..Hay carencia de regulaciones al respecto en casi toda el área de distribución de la especie.
Por otra parte, debido a los cambios climáticos globales el hábitat de C. porosus experimenta cambios mayores  en las dinámicas de los nieles de agua de las zonas costeras y estuarinas, así como y temporales más destructivos.
El aumento de las emisiones de CO²,  provoca acidificación de los océanos. En cuanto al calentamiento global producido por la emisión de gases de efecto invernadero, ha tenido como consecuencia el aumento de la temperatura en los océanos.

### Pesca
La captura de C. porosus ha disminuido en el sur del Golfo de México en el año 2000 con relación a los años 1980-90. En Yucatán, donde solía ser abundante, entre 2011-13 se registraron solamente 52 individuos. También en Colombia y Venezuela la captura ha decrecido en los últimos años. Existen disminuciones documentadas en varias áreas del Atlántico central oeste y debido a que las pesquerías no están reguladas, se presumeque el tiburón poroso ha experimentado una reducción de su población del 59 al 79% en el Atlánticocentral oeste durante las últimas 3 generaciones (27 años).En muchos países la regulación de las pesquerías de tiburones es insuficiente o inexistente, por lo que es muy difícil estimar el volumen de captura. La pesca incidental de tiburones no está estimada en las estadísticas, de manera que es difícil elaborar planes de manejo.   Análisis demográficos del tiburón poroso han probado que la mayor mortalidad de la especie se debe a sobrexplotación pesquera.La mayor disminución de las poblaciones ha ocurrido en la zona norte de Brasil causando extinciones locales entre los estados de Maranhão y Amapá.Se utilizan artes de pesca para capturar otras especies de peces, a saber: redes de enmalle, redes de arrastre de fondo industriales, pesquerías industriales que usan redes de arrastre de gran tamaño (1-9 km). 

## Comercio
- Pesca artesanal, se utiliza su carne en las comunidades locales
- Pesca incidental o artesanal intensa [11]
- Cuero para uso industrial
- Mandíbulas (artesanías)
- Dientes (artesanías)
- Hígado, por su gran contenido de aceite, escualeno entre otros. Industria Farmacéutica y de belleza
- Cartílago
- Aletas para la elaboración de la costosa "sopa de aleta de tiburón"[16]

## Nombres comunes
| Idioma    | Nombre común    | Nombre común    | Nombre común | Nombre común    | Nombre común |
| --------- | --------------- | --------------- | ------------ | --------------- | ------------ |
| Inglés    | Smalltail Shark |                 |              |                 |              |
| Francés   | Requiem Tiqueue |                 |              |                 |              |
| Español   | Aletón          | Cazón           | Cuero duro   | Tiburón poroso  | Sarda        |
| Portugués | Caçao           | Caçao Azeiteiro | Junteiro     | Sicurí - Branco | Triaqueira   |